# Summer World University Games 2025/Teilnehmer (Australien)
| Gelbes Symbol für Goldmedaillen mit stilisierten Olympischen Ringen | Graues Symbol für Silbermedaillen mit stilisierten Olympischen Ringen | Braundes Symbol für Bronzemedaillen mit stilisierten Olympischen Ringen |
| ------------------------------------------------------------------- | --------------------------------------------------------------------- | ----------------------------------------------------------------------- |
| 5                                                                   | 3                                                                     | 4                                                                       |

Australien nahm an den Summer World University Games 2025 vom 16. bis zum 27. Juli mit 172 Athleten (87 Männer und 85 Frauen) teil.

## Medaillen

### Medaillenspiegel
| Rang   | Sportart       | Gold | Silber | Bronze | Gesamt |
| ------ | -------------- | ---- | ------ | ------ | ------ |
| 1      | Leichtathletik | 5    | 2      | 3      | 10     |
| 2      | Schwimmen      | –    | 1      | 1      | 2      |
| Gesamt | Gesamt         | 5    | 3      | 4      | 12     |

### Medaillengewinner
| Name/n                                                              | Sportart       | Wettkampf              |
| ------------------------------------------------------------------- | -------------- | ---------------------- |
| Gold                                                                |                |                        |
| Connor Murphy                                                       | Leichtathletik | Dreisprung             |
| Elizabeth McMillen                                                  | Leichtathletik | 20 km Gehen            |
| Georgia Harris Kristie Edwards Olivia Inkster Jessica Milat         | Leichtathletik | 4 × 100 m Staffel      |
| Georgia Harris                                                      | Leichtathletik | 100 m                  |
| Benjamin Guse                                                       | Leichtathletik | Zehnkampf              |
| Silber                                                              |                |                        |
| William Thompson Timothy Fraser Isaac Bearcroft                     | Leichtathletik | 20 km Gehen Mannschaft |
| Elizabeth McMillen Olivia Sandery Alexandra Griffin Allanah Pitcher | Leichtathletik | 20 km Gehen Mannschaft |
| Josephine Crimmins                                                  | Schwimmen      | 50 m Schmetterling     |
| Bronze                                                              |                |                        |
| Desleigh Owusu                                                      | Leichtathletik | Dreisprung             |
| Emelia Surch                                                        | Leichtathletik | Siebenkampf            |
| Roman Anastasios                                                    | Leichtathletik | Hochsprung             |
| Josephine Crimmins                                                  | Schwimmen      | 100 m Schmetterling    |

## Teilnehmer nach Sportarten

### Badminton
| Männer - Asher Ooi - Jordan Wang - Otto Zhao | Frauen - Sydney Go - Yuelin Zhang - Kaitlyn Ea - Priska Kustiadi |

### Beachvolleyball
| Männer - Jed Walker / Oliver Merritt | Frauen - Sarah Burton / Cassandra Dodd |

### Bogenschießen
| Männer - Casey Isles | Frauen - Megan Denier - Lily Azli |

### Fechten
| Männer - Alex Brown - Esteban Hoarau - Arnav Raja - Hugo Bosnic - Daniel Mautner - James Schulz - Noah Blender Greene - George Dale - Hengrui Liu - Aedyn Pratley | Frauen - Genevieve Gilarski - Imogen Rice - Sienna Stephens - Amelie Yee - Ka Ying Tang - Ella Tang |

### Leichtathletik
| Männer - Joseph Ayoade - Connor Bond - Colby Eddowes - Austin Little - Adam Goddard - Max Shervington - Christopher Ius - Aidan Murphy - Mitchell Baker - Isaac Beacroft - Corey Dickson - Timothy Fraser - William Thompson - Thomas Reynolds - Terrell Thorne - Aidan Murphy - Jonathan Harris - Jack Lunn - Benjamin Guse - Sebastian Reyneke - Etienne Rousseau - Benjamin Beischer - Thomas Bowers - Luca Di Conza - Connor Latouf - Ben Ludbrook - Roman Anastasios - Oscar Sullivan - Alex Epitropakis - Liam Fairweather - Benjamin Conacher - Aiden Princena-White - Alexander Kolesnikoff - Liam Glew - Connor Murphy | Frauen - Sakia Lloyd - Bronte Oates - Georgia Harris - Olivia Inkster - Delta Amidzovski - Emelia Surch - Klara Dess - Kristie Edwards - Alesha Bennetts - Isabella Guthrie - Hayley Kitching - Bianca Puglisi - Lara Roberts - Mia Scerri - Alexandra Harrison - Lianna Davidson - Samantha Dale - Tryphena Hewett - Desleigh Owusu - Jessica Milat - Alexandra Griffin - Rebecca Henderson - Elizabeth McMillen - Allanah Pitcher - Olivia Sandery |

### Rudern
| Männer - Nicholas Szigeter (Einer) - Reilly Williams (Vierer ohne Steuermann) - Mitchell Bridge (Vierer ohne Steuermann) - Oskar Beregi (Vierer ohne Steuermann) - Nicholas Barlow (Vierer ohne Steuermann) | Frauen - Sophie Reinehr (Einer) - Liesel Page (Doppelzweier) - Ella Spaulding (Doppelzweier) - Elly Ready (Vierer ohne Steuerfrau) - Nancy Duncan-Banks (Vierer ohne Steuerfrau) - April Draney (Vierer ohne Steuerfrau) - Alice Ready (Vierer ohne Steuerfrau) |

### Schwimmen
| Männer - Stuart Swinburn - Thomas Nankervis - Marcus da Silva - Gabriel Gorgas | Frauen - Poppy Stephen - Josephine Crimmins - Kyla Brown - Hannah Allen |

### Taekwondo
| Männer - Fredrick Pace - Ryan Hogg - Griffin Reythomas - Seth Healy | Frauen - Sarah Mack - Ryna Herbertson - Reily Horsell - Rose Abela - Vanessa Lam - Emma Nguyen - Griffin Reytomas - Claudia Choi |

### Tennis
| Männer - Derek Pham - Jeremy Jin | Frauen - Lily Taylor - Catherine Aulia |

### Tischtennis
| Männer - Andrew Choi - Raymond Myrteza - Sidney Win - Rocky Chen | Frauen - Jacqueline Budiarto - Chermaine Quah - Ellen Walker |

### Turnen

#### Gerätturnen
| Männer - Jesse Moore - James Hardy - Heath Thorpe - Aiden Frick - Nicholas Howard | Frauen - Emma Morris - Kate McDonald - Adelaide Hooper |

#### Rhythmische Sportgymnastik
Frauen
- Isabella Wang
- Tahlya Smith

### Volleyball
| Männer - Dylan Lucchesi - Toby Willis - Fraser Garrett - Zachary Upton - Sam Flowerday - Jarvis Page - William D’Arcy-Miles - Steven Yarad - Caden Day - Mitchell Croft - Hunter Hopkins - Timothy Ebbs | Frauen - Arwen Verdnik - Emily Heintzelmann - Jesse Mann - Ruby Vanloo - Isabella Simurina - Alexia Zammit - Elly McInerney - Kayla Cantrill - Josephine Foster - Lana Hollway - Gemma McNamara |

### Wasserball
Frauen
- Alyssa West
- Chelsea Isaac
- Lucinda Marsh
- Alexandra Nasser
- Emma Putt
- Isabella Sayer
- Lilli Harris
- Mimi Stoupas
- Samantha Henderson
- Madeline Marshall
- Jessica Bihler
- Nancy Lee
- Jasmine Higgs

### Wasserspringen
Frauen
- Hannah Smith
- Sofia Knight
- Kiarra Milligan